# Croix d'Antheny
La croix d'Antheny est une croix située à Antheny, en France.

## Localisation
La croix est située sur la commune d'Antheny, dans le département français des Ardennes.

## Historique
L'édifice est classé au titre des monuments historiques en 1972.